# Ocotea kenyensis
Ocotea kenyensis är en lagerväxtart som först beskrevs av Emilio Chiovenda, och fick sitt nu gällande namn av Robyns & Wilczek. Ocotea kenyensis ingår i släktet Ocotea och familjen lagerväxter. Inga underarter finns listade i Catalogue of Life.